# Lanzettblättrige Glockenblume

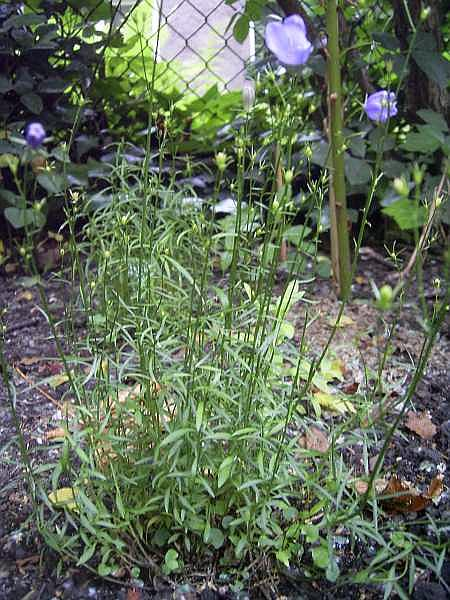
Habitus der Lanzettblättrigen Glockenblume

Die Lanzettblättrige Glockenblume (Campanula baumgartenii), auch Lanzenblättrige Glockenblume oder Baumgartens Glockenblume genannt, ist eine seltene Art aus der großen Gattung der Glockenblumen (Campanula). Zeitweise wurde sie unter der Bezeichnung Campanula rotundifolia var. lancifolia als  Varietät der Rundblättrigen Glockenblume geführt. Die Art ist nach dem deutschen Arzt und Botaniker Johann Christian Baumgarten benannt.

## Beschreibung
Die krautige Pflanze ist 40 bis 86 cm hoch. Am meist aufrechten, gelegentlich übergeneigten Stängel mit seinen lanzettlich, gelegentlich eiförmig-lanzettlichen Blättern sitzen aufrechte, als Knospe nickende Blüten von hellem Blau. Sie sind 1,5 bis 2 cm lang. Die Stängelblätter sind unterseits dicht behaart.
Die Blütezeit liegt zwischen Juli und September.
Die Chromosomenzahl beträgt 2n = 68.

## Verwechslungsmöglichkeiten
Die Pflanze ist der Rundblättrigen Glockenblume sehr ähnlich und aufgrund der starken Variabilität beider Arten nur schwer von ihr zu unterscheiden. Ein sicheres und auch für den Laien erkennbares Merkmal jedoch sind sprossbürtige Wurzeln, die vereinzelt rübenförmig verdickt sind sowie die Fähigkeit der Lanzettblättrigen Glockenblume, sich im Gegensatz zur Rundblättrigen Glockenblume durch Ausläufer zu vermehren.

## Verbreitung und Standorte
Die Pflanze ist hauptsächlich in Deutschland beheimatet und hat zwei Verbreitungszentren, ein kleineres im Taunus und ein größeres in der Pfalz, welches bis Frankreich ausstrahlt (Unterelsass, Lothringen). Sie ist selten und gilt daher als gefährdet, in ihrem kleineren Verbreitungszentrum, dem Taunus, sind um die 40 Wuchsorte (darunter die Naturschutzgebiete Reifenberger Wiesen und Oberes Emsbachtal) mit ca. 5500 Individuen bekannt (2002). Seit der Aufnahme in ein Artenschutzprogramm von 1998 bis 2000 und weiteren Forschungen vor allem durch Karl Peter Buttler ist der Bestand in Hessen als stabil anzusehen, für die größeren Bestände in Rheinland-Pfalz sind keine näheren Angaben bekannt.
Die Lanzettblättrige Glockenblume bevorzugt frische, halbschattige, dabei aber warme Standorte auf schwach sauren und eher stickstoffarmen Böden, besonders in Magerwiesen, sekundär aber auch an Straßenrändern und gelegentlich in Buchenwäldern. Sie ist in Mitteleuropa pflanzensoziologisch eine Charakterart des Tezcrio-Campanuletum baumgartenii aus dem Verband Trifolion medii.

## Ökologie
Die Lanzettblättrige Glockenblume ist eine Bienenweide.

## Taxonomie und Systematik
Die Lanzettblättrige Glockenblume wurde 1827 von Johannes Becker in Flora der Gegend um Frankfurt am Main Band 1 Seite 264 als Camoanula baumgartenii erstbeschrieben.
Man kann folgende Unterarten unterscheiden:
- Campanula baumgartenii subsp. baumgartenii: Sie kommt vom östlichen Frankreich bis Südwestdeutschland vor.[2]
- Niederösterreich-Glockenblume (Campanula baumgartenii subsp. beckiana (Hayek) Podlech; Syn.: Campanula beckiana Hayek): Sie kommt in den Ostalpen von Österreich bis zum früheren Jugoslawien vor.[2]